# Sora to Umi no Aida
Sora to Umi no Aida (ソラとウミのアイダ?) es una franquicia de medios japonesa propiedad de ForwardWorks, con Oji Hiroi acreditado como el creador original. Consiste principalmente en un juego para teléfonos inteligentes, lanzado para Android e iOS el 28 de septiembre de 2017. Originalmente se anunció que una versión para Microsoft Windows de DMM se lanzaría en el segundo trimestre de 2018, pero finalmente nunca se lanzó. El servicio del juego finalizó el 7 de mayo de 2019. 
Una adaptación de la serie de televisión de anime de TMS Entertainment se emitió del 4 de octubre al 20 de diciembre de 2018.

## Personajes
Haru Soramachi (空町 春 Soramachi Haru?)
 Seiyū: Karin Takahashi
Es una chica de 17 años de Tokio que fue a la ciudad de Onomichi para perseguir su sueño de convertirse en pescadora espacial. Siente un gran cariño por su abuela, quien la crio ya que sus padres se separaron cuando ella era joven, y también por cosas lindas como los gatos.
Namino Murakami (村上 波乃 Murakami Namino?)
 Seiyū: Rika Tachibana
Es una chica de 17 años de Onomichi que es la más experimentada del grupo. Al principio no le gusta Haru porque este fracasó en su primera misión de pesca. Su comida favorita son los panqueques. Ella desciende de la Armada Murakami, una armada de piratas marineros del siglo XVI que estaban activos en el Mar interior de Seto.
Ruby Azumi (ルビー・安曇 Rubī Azumi?)
 Seiyū: Honoka Inoue
Es una chica kikokushijo japonesa-estadounidense de 16 años de California que se une al grupo después de salvarlos cuando una sesión de entrenamiento salió mal. Se autodenomina "espía" y llegó a Japón para averiguar sobre la tecnología japonesa de pesca espacial.
Maiko Sakura (櫻 舞湖 Sakura Maiko?)
 Seiyū: Momoko Suzuki
Es una chica de 17 años de la prefectura de Akita que tiene una personalidad tímida. Se revela que decidió convertirse en pescadora espacial para encontrar información sobre su hermano mayor, que había desaparecido en una expedición de pesca años antes. También tiene miedo al agua debido a un incidente durante su infancia, pero luego supera este miedo.
Makiko Maki (薪 真紀子 Maki Makiko?)
 Seiyū: Maori Komeno
Es una chica de 17 años de la prefectura de Kumamoto que se unió al grupo al mismo tiempo que Haru. Le gustan las actividades al aire libre, como el ciclismo. También solía salir con hombres mayores porque su padre, que trabaja en el Ministerio de Agricultura, Silvicultura y Pesca, estaba frecuentemente fuera de casa. Más tarde se revela que su padre había encubierto la desaparición del hermano de Maiko durante la primera expedición de pesca espacial.
Makoto Mitsurugi (美剣 真 Mitsurugi Makoto?)
 Seiyū: Ai Kōsaka
Es una chica de 16 años de Kioto que desciende de una familia de herreros. Decidió convertirse en pescadora espacial a pesar de tener miedo al agua porque quería demostrar sus habilidades a su familia.

## Media

### Manga
ASCII Media Works serializó una adaptación al manga en su revista Dengeki Daioh entre septiembre de 2017 y noviembre de 2018. La serie se compiló en dos volúmenes tankōbon.

### Anime
El 25 de julio de 2017 se anunció una adaptación televisiva a anime. Atsushi Nigorikawa dirigió el anime en TMS Entertainment, y Takashi Yamada está a cargo de la composición de la serie. Shūhei Yamamoto dibujó los diseños de los personajes. La serie se emitió del 4 de octubre al 20 de diciembre de 2018 en Tokyo MX y otros canales. El tema de apertura es "Sora to Umi no Aida" de Karin Takahashi, Honoka Inoue y Momoko Suzuki bajo los nombres de sus personajes, y el tema de cierre es "Ao no Kanata" de Konomi Suzuki. La serie duró 12 episodios. Crunchyroll transmitió la serie, mientras que Sentai Filmworks obtuvo la licencia de la serie en América del Norte.